# Dickie Dumskalle & Rackan flyger högt – och faller djupt
Dickie Dumskalle & Rackan flyger högt – och faller djupt (engelska: Dastardly and Muttley in Their Flying Machines) är en amerikansk tecknad TV-serie från 1969–1970. Den sändes ursprungligen i Columbia Broadcasting System om lördagsmornarna, under perioden 20 september 1969-10 januari 1970, och producerades av animationsstudion Hanna Barbera. Serien är en spinoff på serien Wacky Races. I Storbritannien är serien känd under kortformen Dastardly and Muttley.
Den berömda signaturmelodin "Stop that Pigeon!" (svenska: "Stoppa duvan!") har inneburit att serien har kommit att kallas vid samma namn. I Sverige visades serien i TV3:s Barntrean i början av 1990-talet, samt i Cartoon Network. Serien var dubbad till svenska av Media Dubb.

## Handling
Serien handlar om en grupp militärt anställda, anförda av den hetsige Dick Dastardly, och hans undersåtar Klunk och Zilly. De arbetar åt en general med att försöka stoppa en brevduva, skickad av fienden med viktig post som inte får nå fram. Till sin hjälp har de hunden Muttley. De färdas i flygplan som påminner om militärflygplanen från åren kring första världskriget, och har olika slags vapen på flygplanen.
Duvan kommer alltid undan. Oftast sker en olycka som gör att flygplanen havererar, och Muttley måste rädda de ombordvarande passagerarna. Muttley gör det dock inte utan att han får en medalj.

## Avsnitt
- Stop That Pigeon
- Follow That Feather
- Operation Anvil
- Fur Out Furlough
- Sky Hi-IQ
- Sappy Birthday
- A Plain Shortage Of Planes
- Barnstormers
- Shape Up Or Ship Out
- Zilly's A Dilly
- The Cuckoo Patrol
- The Swiss Yelps
- Pest Pilots
- Eagle-Beagle
- Fly By Knights
- There's No Fool Like a Re-Fuel
- Lens A Hand
- Movies Are Badder Than Ever
- Home Sweet Homing Pigeon
- Vacation Trip Trap
- Stop Which Pigeon?
- Ceiling Zero-Zero
- Who's Who
- Operation Birdbrain
- Medal Muddle
- Go South Young Pigeon
- Too Many Kooks
- Ice See You
- Balmy Swami
- Camouflage Hop-Aroo
- Have Plane Will Travel
- Windy Windmill
- Plane Talk
- Happy Bird Day

## Röster

### Engelska
- Paul Winchell - Dick Dastardly, General, övriga
- Don Messick - Muttley, Klunk, Zilly, Yankee Doodle Pigeon, berättare, övriga

### Svenska (Media Dubb)
- Johan Hedenberg - Urban Usling (Dick Dastardly) och berättare
- Peter Sjöquist - Klunk, Zilly och övriga

### Svenska (Sun StudioKöpenhamn)
- Mikael Roupé - Dick Dastardly
- Thomas Engelbrektson - Zilly
- Stefan Frelander - Klunk